# Päpstliche Kammerherren
Die Päpstlichen Kammerherren waren Würdenträger der Römisch-katholischen Kirche.

## Geschichte
Die Kammerherren gehen auf die cubicularii (lateinisch cubicularius „Kammerherr“) am Hofe des römischen Kaisers im 4. bis 6. Jahrhundert zurück.
Am päpstlichen Hof waren sie bis zur Zeit Papst Gregors des Großen Laien, dann Geistliche und Mönche. Ab dem 12. Jahrhundert traten sie deutlich mit zeremoniellen Aufgaben in Erscheinung. Sie begleiteten den Papst mit brennenden Fackeln, hielten den Baldachin, wirkten bei der Fußwaschung am Gründonnerstag, bei Bischofsweihen und insbesondere bei der Papstkrönung mit. 

### Klassen
Zu Zeiten Gregors IX. gab es zwei cubicularii; in der Hofordnung Alexanders V. gab es bereits drei verschiedene Klassen von cubicularii.
Seit der Rückkehr der Päpste nach Rom entwickelten sich im 15. Jahrhundert folgende Klassen für Geistliche:
- wirklicher („partizipierender“) Geheimkämmerer
- sonstiger („überzähliger“) Geheimkämmerer
- Ehrenkämmerer und
- Ehrenkämmerer außerhalb Roms

Für Laien gab es seit dem späten 16. Jahrhundert die Klassen
- wirkliche Geheimkämmerer, mit Degen und Mantel (italienisch Camerieri Segreti di Spada e Cappa Partecipanti)
- sonstige Geheimkämmerer, mit Degen und Mantel (italienisch Camerieri Segreti di Spada e Cappa)
- Ehrenkämmerer, mit Degen und Mantel (italienisch Camerieri d'Onore di Spada e Cappa)

Die Kammerherren gehörten zur familia pontificia, die zusammen mit der cappella pontificia den päpstlichen Hofstaat bildeten. 

### Reform 1967
Mit dem Motuproprio Pontificalis Domus („Päpstliches Haus“) von 1967 wurden die Kämmerer abgeschafft beziehungsweise in neue Titulaturen überführt. Danach gibt es heute zwei prelati di anticamera, die die Dienste von Geistlichen im Päpstlichen Haus wahrnehmen. 
Der bisherige Ehrentitel Hausprälat wurde in Ehrenprälat Seiner Heiligkeit umbenannt, der bisherige Ehrentitel Überzähliger Geheimkämmerer wurde in Kaplan Seiner Heiligkeit umbenannt. Die formelle Anrede der Titelträger ist auch im Deutschen Monsignore.
Die von Laien ausgeübten Dienste der Kammerherrn leben in den Gentiluomini di Sua Santità fort. Sie werden aufgrund besonderer Verdienste um den Heiligen Stuhl ernannt, gehören weiterhin der Päpstlichen Familie an und übernehmen Ehrendienste bei liturgischen Feiern des Papstes wie auch besonderen Audienzen.